# الآدم
ال ادم یک منطقهٔ مسکونی در لیبی است که در استان بطنان واقع شده‌است.